# Casa Josep Casasas
La Casa Josep Casasas és una obra modernista de Vic (Osona) protegida com a Bé Cultural d'Interès Local.

## Descripció
Edifici civil. Casa entre mitgeres que consta de planta baixa, dos pisos i terrassa coberta en teula aràbiga a dues vessants. A la planta baixa s'obren tres portals simètrics. El del mig és partit en dos. Presenten un arc rebaixat i la part superior correspon a l'entresòl. Al primer pis s'hi obre un ampli balcó amb dos portals grans i dos petits i una llosana de pedra sostinguda per mènsules i barana de ferro. Al segon pis hi ha dos balcons i dues finestretes de característiques semblants. L'edifici és rematat per una cornisa amb tres pilars al damunt que sostenen la barana del terrat. Totes les obertures són emmarcades per llosetes de ceràmica verda i groga i la part baixa és de pedra picada. L'estat de conservació és força bo i només caldria netejar-la.

## Història
Edifici que ja existia al segle xviii per bé que l'actual prové de la remodelació de dos edificis a principis del segle XX (1915).
Es troba a l'eixample Morató que el 1734 creà la Plaça dels Màrtirs com a centre del reticulat entre el carrer Manlleu i els Caputxins i entre el carrer Nou i el Passeig. El carrer Fustina seria un dels carrers intermedis d'aquest entramat com el Trinquet, Sant Antoni, Sant Sebastià...